# Kazimierz Budziszewski

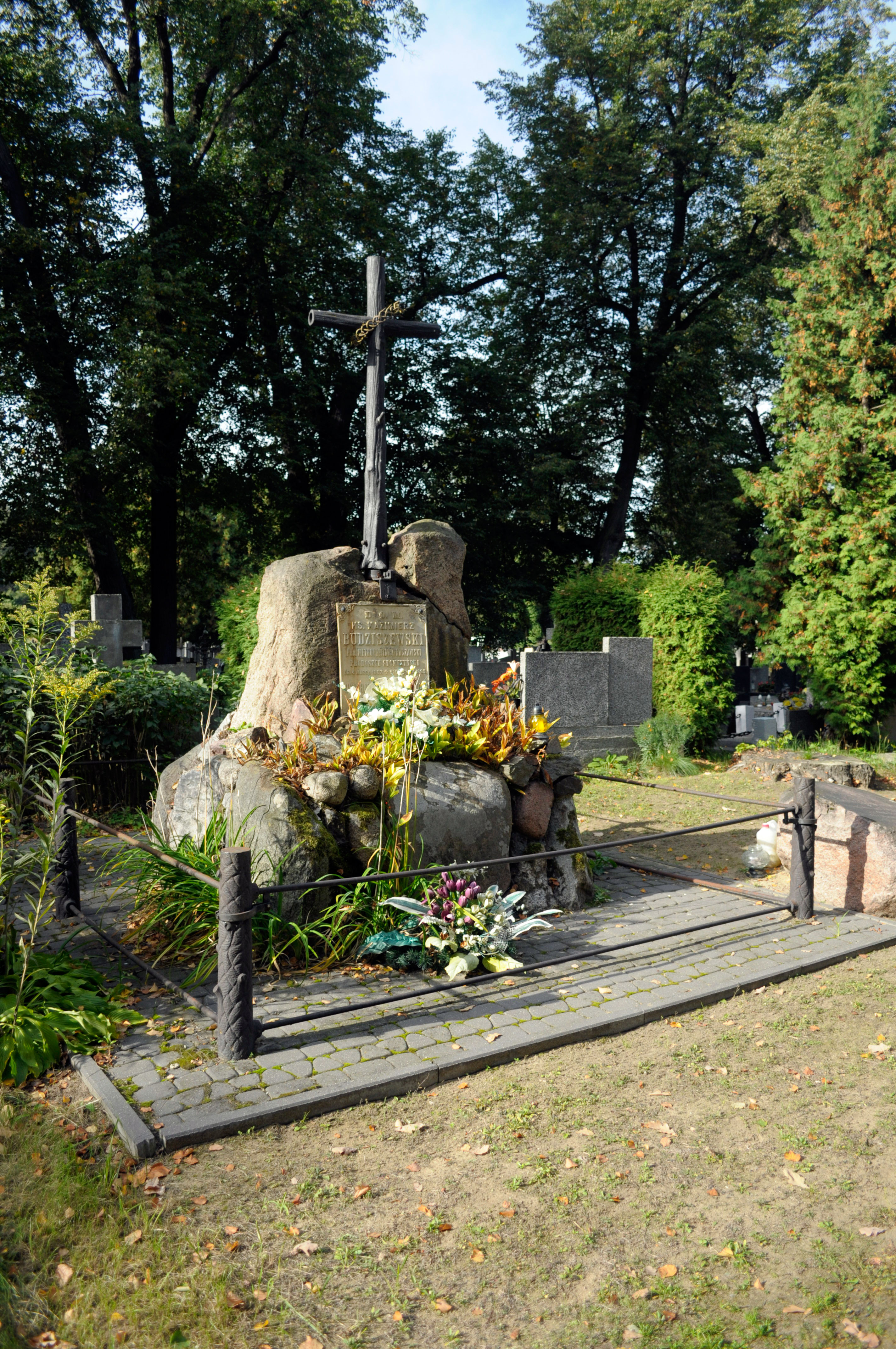
Grób ks. Kazimierza Budziszewskiego na cmentarzu parafialnym w Słomczynie

Kazimierz  Budziszewski (ur. 4 marca 1807, zm. 31 stycznia 1893) – ksiądz, prałat archidiakon, dziekan warecki, od 1844 długoletni proboszcz w Słomczynie, egzaminator księży ubiegających się o jurysdykcję.
Absolwent Warszawskiego Seminarium Duchownego – wyświęcony w 1834. W czerwcu 1864 r. został aresztowany za udział w powstaniu styczniowym. Więziony w Cytadeli Warszawskiej.
Pochowany na cmentarzu parafialnym w Słomczynie. 